# Fantômas (film, 1913)
Pour les articles homonymes, voir Fantômas (homonymie).
Série
Juve contre Fantômas
(1913)
Pour plus de détails, voir Fiche technique et Distribution.
Fantômas est un film muet français réalisé par Louis Feuillade, sorti en 1913.
Il s'agit l'adaptation du roman Fantômas (1911) de Pierre Souvestre et Marcel Allain et du premier de la série romanesque en 5 films qui suivront : Juve contre Fantômas, Le Mort qui tue en 1913, Fantômas contre Fantômas et Le Faux Magistrat en 1914.
Ce premier volet comprend trois parties et 30 tableaux : Le Vol du Royal-Palace-Hôtel, La Disparition de Lord Beltham, Autour de l'échafaud. Il est produit en : avril 1913.

## Synopsis
Un voleur s'est introduit dans l'hôtel de la princesse Danidoff, à Paris. De plus, il marque son passage d'une carte de visite signée Fantômas. L'inspecteur Juve enquête.

## Fiche technique
- Titre original : Fantômas - À l'ombre de la guillotine
- Réalisateur : Louis Feuillade
- Scénario : Louis Feuillade, d'après la série de romans homonyme de Pierre Souvestre et Marcel Allain
- Musique : Paul Fosse
- Décors : Robert Jules Garnier
- Photographie et montage : Georges Guérin
- Production : Romeo Bosetti
- Société de production et distribution : Gaumont
- Pays de production :  France
- Langue originale : français
- Format : noir et blanc — 35 mm — 1,33:1  — muet
- Genre : policier
- Durée : 59 minutes
- Date de sortie :
  - France : 9 mai 1913

## Distribution
- Georges Melchior : Jérôme Fandor, journaliste à La Capitale
- René Navarre : Fantômas / le major Gurn
- Edmond Bréon : l'inspecteur Juve
- Renée Carl : Lady Beltham, maîtresse de Fantômas
- Jane Faber : la princesse Sonia Danidoff
- Naudier : le gardien Nibet, complice de Fantômas
- Yvette Andréyor : Joséphine
- André Volbert : l'acteur Valgrand
- Maillard : l'habilleur de Valgrand

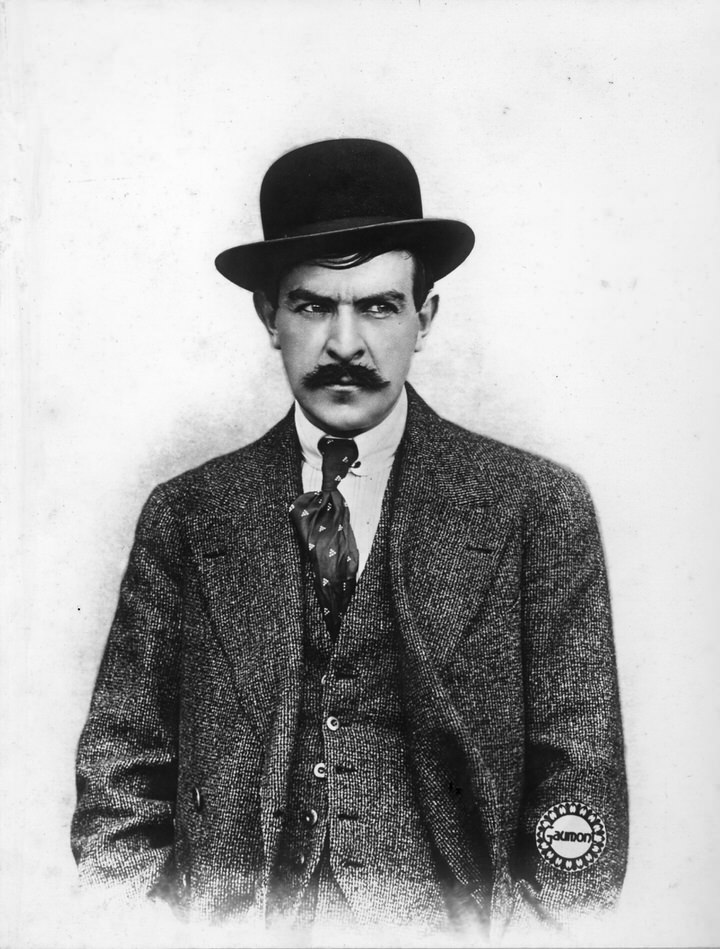
René Navarre (Fantômas).
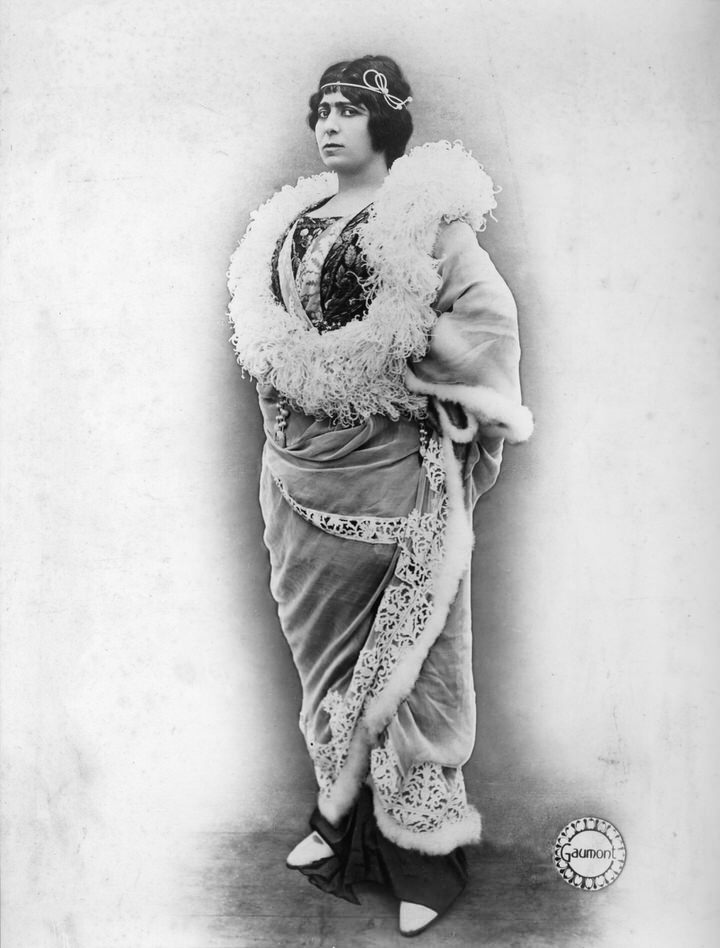
Renée Carl (Lady Beltham).
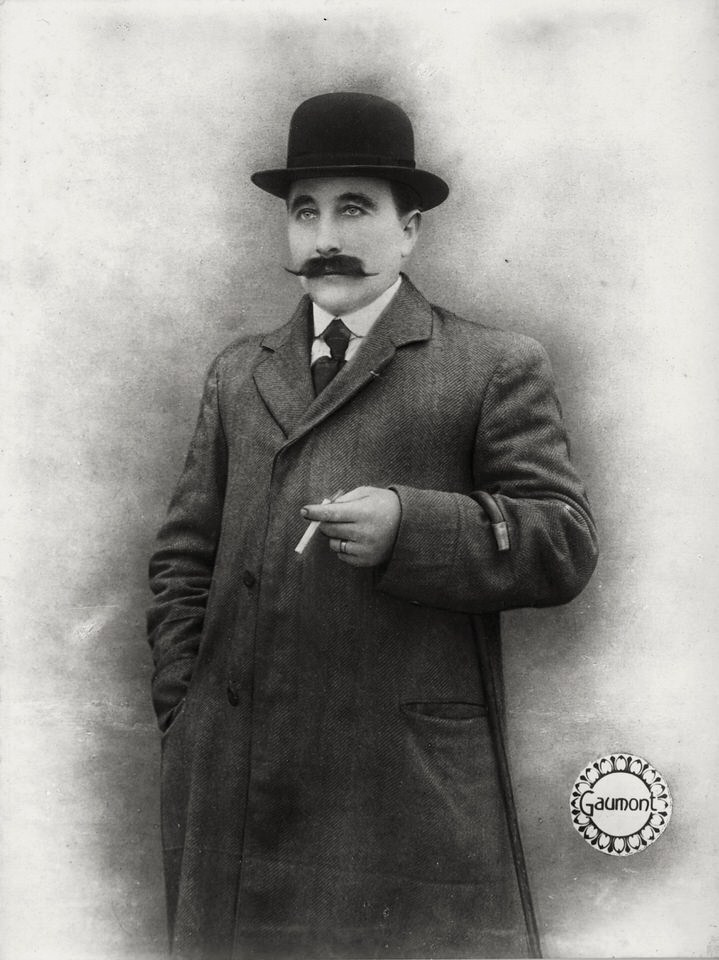
Edmond Bréon (inspecteur Juve).
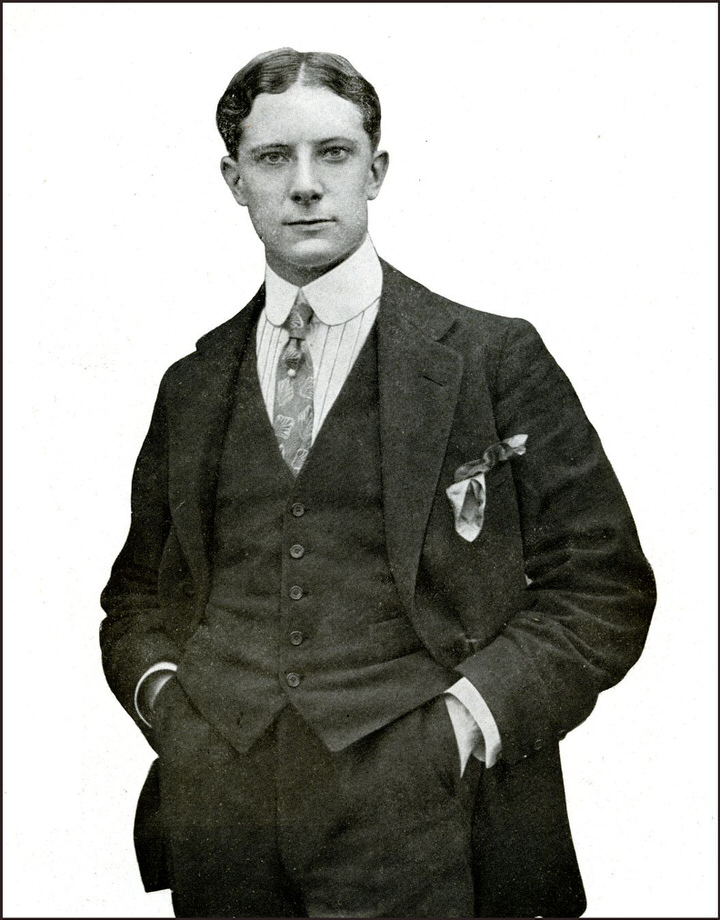
Georges Melchior (Fandor).
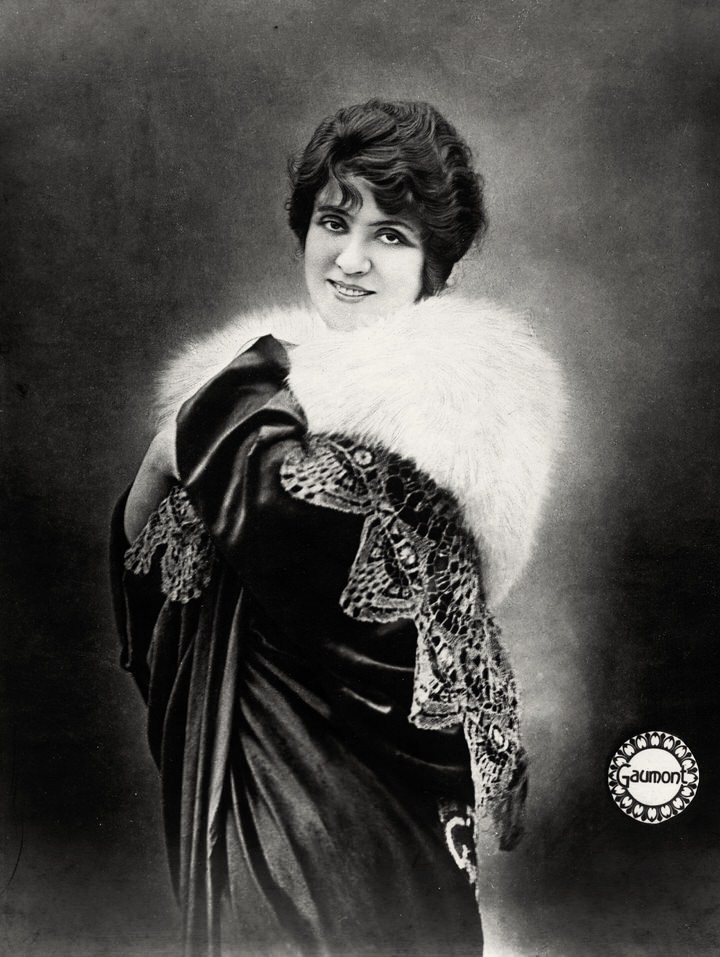
Jane Faber (princesse Danidoff).

## Production
Le tournage a lieu presque entièrement en intérieurs, en décors naturels, de la maison Gaumont, à Paris.

## Affiche
La version initiale de l'affiche du film, qui représentait Fantômas écrasant du pied le palais de justice et tenant dans sa main droite un poignard, est la première à avoir subi une censure, ce qui explique la position étrange du personnage,.

### Bibliographie

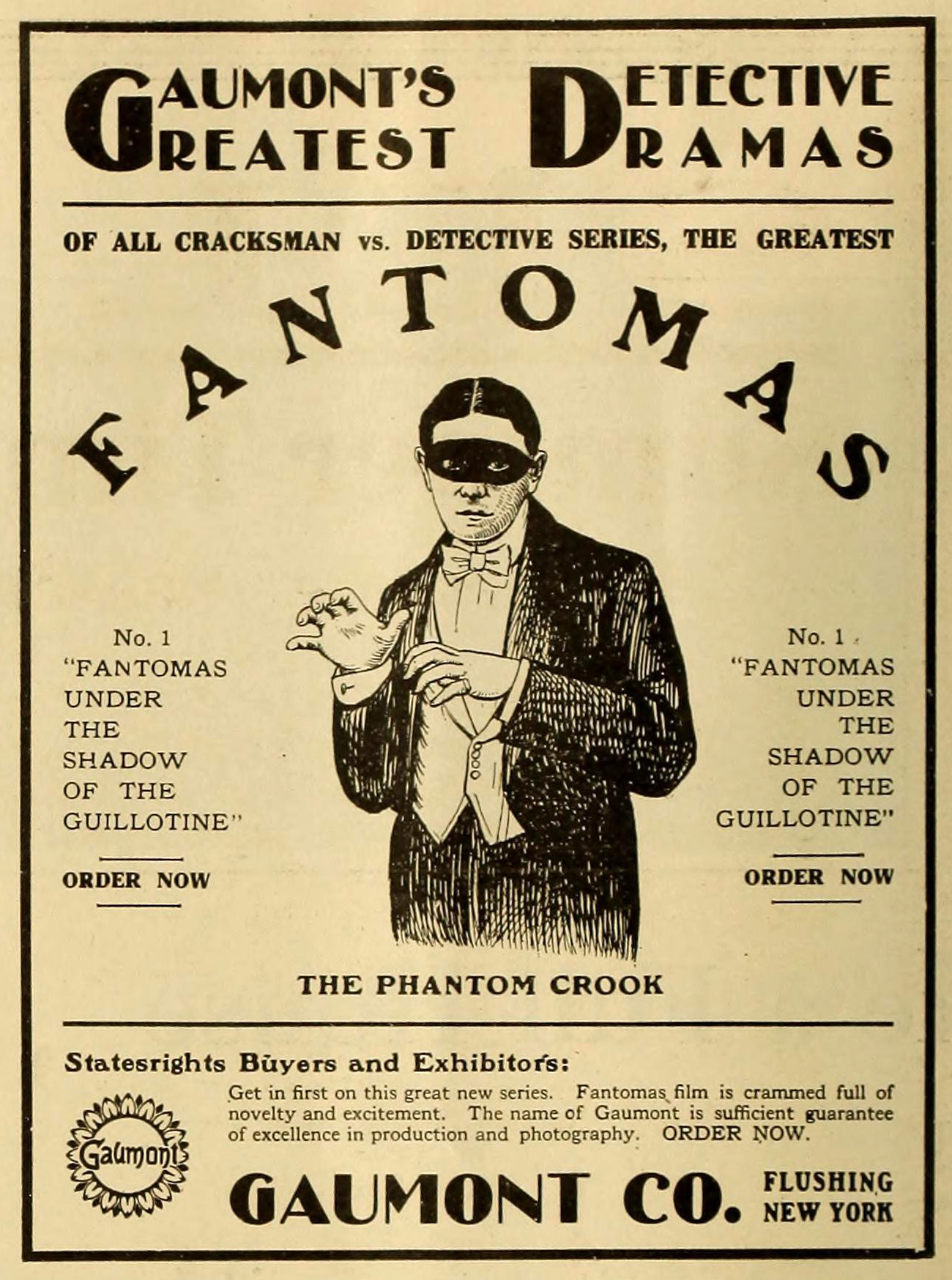
Fantomas the Phantom Crook.
Publicité américaine pour le premier film de la série (revue Motography,, no 2, 26 juillet 1913).